# Кайзер, Фридрих
Фридрих Кайзер (нем. Friedrich Kaiser; 3 апреля 1814, Биберах-на-Рисе, — 6 ноября 1874, Вена) — австрийский драматург.

## Биография
В молодости один из популярнейших людей в Вене. 15 марта 1848 года верхом, в сопровождении трубачей, объявлял в Вене о введении конституции. 
Написал драмы: «Hans Hasenkopf» (1835); «Wer wird Amtmann» (1840), «Palais und Irrenhaus» (1863), «Des Krämers Töchterlein» (1862), «Pater Abraham a Sancta Clara» и многие другие, исторический роман «Ein Plaffenleben», воспоминания: «Unter fünfzehn Theaterdirectoren» (B., 1871) и др. 
Умер в бедности.